# Cazurra
Cazurra – gmina w Hiszpanii, w prowincji Zamora, w Kastylii i León, o powierzchni 8,39 km². W 2011 roku gmina liczyła 82 mieszkańców.